# Liste de poissons et fruits de mer fumés ou séchés

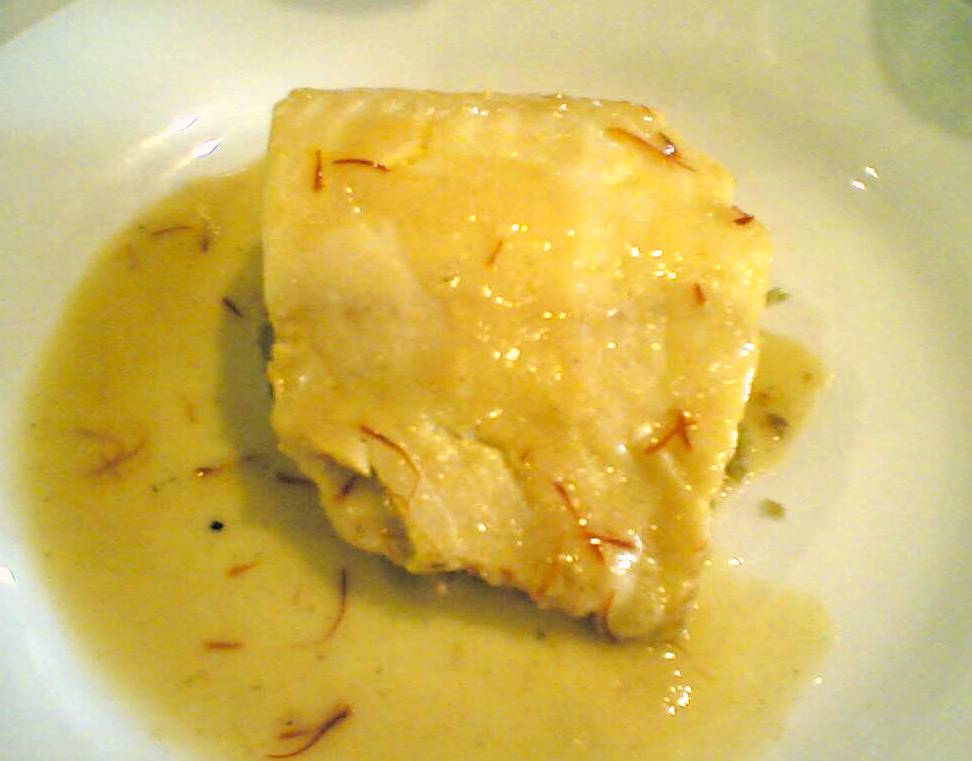
Haddock.

- Haddock
- Hareng saur
- Kipper
- Saumon fumé
- Sprat